# 녹색사냥작전
녹색사냥작전(Operation Green Hunt)은 인도 정부와 비(非)마오쩌둥주의계열의 합법적인 인도 공산당 지지 세력들이 반국가단체로 지정된 마오쩌둥주의 인도 공산당을 토벌하기 위한 작전이다. 내전이라고 보기에는 작은 규모로 일어나기 때문에 내전이라고 보지는 않으며, 인도 정부의 공식 군사 작전명이다.